# Энергия (мини-футбольный клуб)
МФК «Энергия» — украинский мини-футбольный клуб из Львова. Основан в 2001 году. Трёхкратный чемпион Украины.

## История
«Энергия» была основана в 2001 году, а уже в сезоне 2002/03 дебютировала в Высшей лиге чемпионата Украины по мини-футболу. В 2006 году львовская команда выиграла серебро чемпионата, а в кубке дошла до финала. Наконец, в сезоне 2006/07 под руководством Юрия Кобзаря «Энергия» выиграла первый трофей в своей истории, став чемпионом Украины.
Победа в чемпионате позволила «Энергии» дебютировать в Кубке УЕФА по мини-футболу сезона 2007/08. Львовяне уступили португальской «Бенфике», но сумели преодолеть стадию Основного раунда, пройдя дальше со второго места в группе. В своей группе Элитного раунда «Энергия» заняла третье место, уступив будущему чемпиону «ВИЗ-Синаре» и румынскому «КИП Деве», занеся в свой актив победу над израильским «Хапоэль РЛЦ».
Свой следующий трофей «Энергия» выиграла в 2011 году, одолев в финале кубка Украины ровенский клуб «Кардинал-Ровно».
В том же году «Энергия» дошла до финала плей-офф чемпионата. Проиграв первые два матча серии до трёх побед в Ивано-Франковске местному «Урагану», львовяне сравняли счёт в домашних играх, но добыть решающую победу не смогли. В драматичном пятом матче серии дубль Сержао принёс «Урагану» первое в его истории чемпионство. В сезоне 2011-2012, который проводился по классической схеме (без плей-офф), «Энергия» завоевала своё второе чемпионство, опередив на финише харьковский «Локомотив», после чего сделала первый для себя золотой дубль, обыграв харьковчан в финале Кубка Украины.

## Достижения
- Чемпион Украины по мини-футболу 2006/07, 2011/12, 2015/16
- Серебряный призёр чемпионата Украины по мини-футболу 2005/2006, 2007/08, 2010/11
- Бронзовый призёр чемпионата Украины по мини-футболу 2009/10
- Обладатель Кубка Украины по мини-футболу 2010/11, 2011/12, 2012/13, 2013/14